# 三遊亭花圓遊
三遊亭 花圓遊（さんゆうてい かえんゆう、安政3年5月頃 - 大正中期）は、落語家。本名∶佐々木 安太郎。

## 経歴
若い頃は武家屋敷へ奉公に出ていたが、その時に妾とあいびき中のところを主人に見つかって逃走中に足を斬られたことから、その古傷のため以後は常に足を悪くしていた。
当初は鶴澤文左衛門の名で義太夫の三味線引きをしていた。明治10年代前半に初代三遊亭圓遊の弟子になって三遊亭花遊と名乗る。明治10年代後半に四代目桂文楽門下に移ってかん治となった後、1887年には幇間に転向して十寸見花州の名で吉原で活動していたが、復帰して三遊亭圓窓を名乗り、1889年1月には雀家翫之助に改名した後、1890年ころに花遊に戻って1898年3月には三遊亭花圓遊で真打に昇進する。
1903年7月には三代目柳家小さん門下で柳家三語楼（本来の初代、通説では代外）となるが、不都合があって東京にいられなくなり、花圓遊の名で地方廻りをするうちに、浪花節などとの合同で「自由演芸会」という会派を立て、8月に「團洲楼圓馬」の看板を上げる（烏亭焉馬や三遊亭圓馬と関係はない）。
しかし長続きせずに結局は花圓遊の名に戻って仙台に拠点を移し、最後は幇間をしていたという。1915年ころまでは活動が確認されているが、以後の消息は不明。

## 芸歴
- 明治10年代前半 - 初代三遊亭圓遊に入門、「花遊」と名乗る。
- 明治10年代後半 - 四代目桂文楽門下に移籍、「かん治」を名乗る。
- 1887年 - 「十寸見花州」の名で幇間に転向し、吉原で活動。
- 落語家に復帰、「圓窓」を名乗る。
- 1889年1月 - 「雀家翫之助」に改名。
- 1890年 - 「花遊」に戻る。
- 1898年3月 - 「三遊亭花圓遊」で真打昇進。
- 1903年
  - 7月 - 三代目柳家小さん門下で「三語楼」となる。
  - 8月
    - 東京にいられなくなり「花圓遊」の名で地方廻りをする。
    - 「自由演芸会」という会派を立て、「團洲楼圓馬」の看板を上げる。
- 「花圓遊」に戻って仙台に拠点を移す。
- 最後は幇間をしていた。

## 人物
「舶来の馬」というあだ名があったが、これは背が高かったことから名づけられたという。
一時「面長家左圓治」と改名しようとした。これは、歌舞伎役者の市川猿之助の屋号である「澤瀉屋（おもだかや）」と市川左團次の名からヒントを得て考え出した名であるが、歌舞伎の側から苦情が出たため実現しなかった。
後にかつての師匠の名である桂文楽の名跡を狙ったがこれは五代目桂才賀との襲名争いに敗れた。

## 弟子
- 三遊亭花好 - 四代目三遊亭圓生門下へ移籍
- 三遊亭花圓治
- 三遊亭花柳
- 三遊亭花蝶斎
- 三遊亭花扇
- 三遊亭花山